# Stade Nemesio Camacho El Campín
Pour les articles homonymes, voir Campin.
Le stade Nemesio Camacho "El Campín" (ou stade "El Campín") est le stade de football principal de la capitale colombienne de Bogota.
Situé dans le quartier de Teusaquillo, il fut inauguré le 10 août 1938 à l'occasion des Jeux bolivariens (compétition multisports) et il avait une capacité initiale de 10 000 spectateurs.
Propriété de la ville de Bogotá, le stade est le lieu de résidence des matchs à domicile du Millonarios (depuis 1938) et Santa Fe (depuis 1951). Aujourd'hui sa capacité est de 36 343 places assises.

## Histoire
Il est inauguré le 10 août 1938 à l'occasion d'un match amical opposant l'équipe de la Colombie à l'équipe d'Équateur et qui a été remporté par les visiteurs par un score de 2-1.
Il a accueilli la Coupe du monde de football des moins de 20 ans 2011; les Jeux bolivariens de 1938; les Jeux panaméricains de 1971; les qualifications pour les Coupes du monde de 1958, 1962, 1970, 1974, 1978, 1982, 1986, 2002 et 2010; la finale de la Copa Libertadores 1989; la finale de la Coupe CONMEBOL 1996, les finales de la Coupe Merconorte de 1999, 2000 et 2001, ainsi que la finale de la Copa Sudamericana 2015.
Coupe du monde de football des moins de 20 ans 2011
Le Stade Nemesio Camacho "El Campín" est l'hôte de l'équipe de la Colombie dans la Coupe du monde de football des moins de 20 ans 2011 et de la finale de la compétition: cette match Brésil- Portugal est remporté 3-0 par Brésil.

## Emplacement et moyens d'accès
Il se situe dans le quartier de Teusaquillo, spécifiquement, dans la zone de l'Avenue Norte- Quito- Sur. Près du stade il y a deux stations du TransMilenio:
- NQS Central station El Campín.
- NQS Central station Movistar Arena.

## Particularités
- Le terrain de jeu a une superficie de 105 mètres de long pour 68 mètres de large
- Capacité: 6 343 places assises
- Il a été reconstruit en 1951 et a été rénové en 1968 pour la première fois
- Il a été rénové nouvellement pour la Coupe du monde de football des moins de 20 ans 2011
- Il y a 5 vestiaires (1 vestiaire pour les arbitres) avec 24 sièges chacun
- Il y a 2 ascenseurs dans la tribune Ouest
- Il dispose de 42 entrées et 48 sorties
- Il y a un accès gratuit à l'Internet sans fil WiFi.
- Il y a 2 panneaux electroniques dans les tribunes Nord et Ouest respectivement

## Événements
Après avoir été rénové, un décret a interdit tous les concerts pour protéger le terrain de jeu. Mais après d'une polémique sur le manque de scénarios appropriés pour les concerts, a été autorisé à réaliser certains de ces événements nouvellement. Certains des événements musicaux les plus importants dans le stade sont les suivantes :
- James Brown août 1973.
- Concierto de Conciertos le 16 et le 17 septembre 1988.
- Quiet Riot 1988.
- Information Society 1991.
- Guns N' Roses le 28 et le 29 novembre 1992.
- Pet Shop Boys le 26 novembre 1994.
- Luciano Pavarotti le 2 février 1995.
- UB40 Le 3 septembre 1995.
- Bon Jovi le 3 novembre 1995.
- Elton John et Sheryl Crow le 18 novembre 1995.
- Plácido Domingo 1996.
- Fito Páez, Charly García et Mercedes Sosa le 21 juin 1997.
- Celia Cruz 1997.
- Fania All-Stars le 27 février 1998.
- Shakira le 7 avril 2000.
- Maná le 5 avril 2003.
- Alanis Morissette le 13 septembre 2003.
- The Offspring le 24 octobre 2004.
- Concert de Paul McCartney dans le cadre de sa tournée mondiale 'On The Run Tour' le 19 avril 2012.
- Concert de Lady Gaga, dans le cadre de sa 3e tournée mondiale "The Born This Way Ball", le 6 novembre 2012.
- Concert des One Direction dans le cadre de leur 2e tournée mondiale Where We Are Tour, le 25 avril 2014.
- Concert des Foo Fighters, le 31 janvier 2015.
- Concert de Kiss, le 10 avril 2015.
- Concert des Rolling Stones dans le cadre de leur tournée latino-américaine "Olé Tour", le 10 mars 2016.